# Vapnø sogn
Vapnø sogn i Halland var en del af Halmstad herred. Vapnø distrikt dækker det samme område og er en del af Halmstads kommun. Sognets areal var 18,29 kvadratkilometer (udelukkende land). I 2020 havde distriktet 279 indbyggere. Herregården Vapnö ligger i sognet.
Navnet (1312 Vacnø) er det dannet af våben og høj Befolkningen steg fra 1810 (390 indbyggere) till 1880 (961 indbyggere). Derefter faldt den, så der i 1980 var 222 indbyggere i Vapnø. Siden da er befolkningen vokset igen.